# Maciej Abramowicz (profesor)
Maciej Abramowicz (ur. ok. 1947) – polski naukowiec, profesor dr habilitowany filologii romańskiej i literaturoznawstwa romańskiego.

## Kariera naukowa
- 1986 doktor nauk humanistycznych (literaturoznawstwo); nadanie stopnia – Uniwersytet Marii Curie-Skłodowskiej, rejestracja stopnia – Uniwersytet Warszawski;
- 1996 doktor habilitowany nauk humanistycznych (literaturoznawstwo); nadanie stopnia – Uniwersytet Marii Curie-Skłodowskiej, rejestracja stopnia - Uniwersytet Warszawski;
- 2008 profesor nauk humanistycznych (literaturoznawstwo); rejestracja tytułu – Uniwersytet Warszawski.

## Praca naukowo-dydaktyczna
Od 1 stycznia 1977 do 1 marca 2012 wykładał na Uniwersytecie Marii Curie-Skłodowskiej w Lublinie, od 1 kwietnia 2005 do 30 grudnia 2024 – na Uniwersytecie Warszawskim.
Prodziekan Wydziału „Artes Liberales” Uniwersytetu Warszawskiego; członek Komisji Etnolingwistycznej Polskiej Akademii Nauk

## Publikacje
- z Jerzym Bartmińskim: Leksykon aksjologiczny Słowian i ich sąsiadów. Wydawnictwo Uniwersytetu Marii Curie-Skłodowskiej, ISBN 978-83-227-9163-9.